# Lucas Orbán
Lucas Alfonso Orban (ur. 3 lutego 1989 w Buenos Aires) – argentyński piłkarz występujący na pozycji obrońca we włoskim klubie Genoa CFC oraz w reprezentacji Argentyny. Posiada także obywatelstwo hiszpańskie.

## Kariera klubowa
Orban profesjonalną karierę rozpoczął w klubie River Plate, w którym zadebiutował w 2008. W 2011 roku został wypożyczony do Tigre Buenos Aires, w którym spędził ostatecznie dwa lata. Pod koniec lipca 2013 roku został zawodnikiem francuskiego Girondins Bordeaux, z którym podpisał czteroletni kontrakt.

## Kariera reprezentacyjna
W reprezentacji Argentyny zadebiutował 16 listopada 2013 roku w towarzyskim meczu przeciwko Ekwadorowi. Na boisku przebywał przez pełne 90 minut.